# Keleti éjimajom
A keleti éjimajom vagy közönséges éjimajom (Aotus trivirgatus) az emlősök (Mammalia) osztályának a főemlősök (Primates) rendjébe, ezen belül az éjimajomfélék (Aotidae) családjába és a szürketorkú éjimajmok csoportjába tartozó faj.

## Előfordulása
A keleti éjimajom Venezuelában és Brazília északkeleti részén él.

## Megjelenése
Az állat fej-törzs-hossza 24-37 centiméter, farokhossza 31,5-40 centiméter és testtömege 600-1000 gramm. A keleti éjimajom szőrzete rövid, sűrű és puha, ezáltal teste kissé tömzsinek hat. Barna vagy szürke színű, az állat mellén világosabb. Fehér pofarajzolatát három fekete csík fogja keretbe. Szorosan egymás mellett ülő, hatalmas szemeivel a keleti éjimajom sötétben is jól lát. Az orrlyukak nagyon távol vannak egymástól. Farka hosszú és bozontos; az ágakon való futkározás közben egyensúlyozásra szolgál.

## Életmódja
A két szülő és kölykeik kis családokat alkotnak. Általában éjszaka aktív, de néha nappal is keres táplálékot. Tápláléka elsősorban gyümölcsök, de levelek, magok, rovarok, sőt néha kisebb emlősállatok is. A vadonban legfeljebb 25 évig él.

## Szaporodása
Az ivarérettséget 2 éves korban éri el. A párzási időszak egész évben tart. A vemhességi idő 126-133 napig tart, ennek végén 1, néha 2 kölyök születik. Születésekor egy kölyök 100 grammot nyom. A szülők másfél évig gondozzák a majomkölyköt, így 2-3 különböző korú kölyök is lehet egy családban.